# Where Are You Now, My Son?
Where Are You Now, My Son? es el decimoquinto álbum de estudio de la cantante estadounidense Joan Baez, publicado por la compañía discográfica A&M Records en marzo de 1973.
La primera cara del álbum incluyó canciones que Baez grabó durante un bombardeo estadounidense en Hanoi en las navidades de 1972. El álbum contó con las aportaciones de Barry Romo, Michael Allen y el abogado de derechos humanos Telford Taylor, con quien Baez realizó una visita a Vietnam del Norte en 1972. La segunda cara del álbum, con canciones compuestas por Baez, Mimi Fariña y Hoyt Axton, fue grabado en Nashville en enero de 1973.

## Lista de canciones
Todas las canciones compuestas por Joan Baez excepto donde se anota.
1. "Only Heaven Knows" - 2:40
2. "Less Than the Song" (Hoyt Axton) - 3:30
3. "A Young Gypsy" - 3:40
4. "Mary Call" (Mimi Fariña) - 3:36
5. "Rider, Pass By" - 4:16
6. "Best of Friends" (Fariña) - 3:04
7. "Windrose" - 3:41
8. "Where Are You Now, My Son?" - 21:32

## Personal
- Joan Baez: voz y guitarra

## Posición en listas
| País           | Lista         | Posición |
| -------------- | ------------- | -------- |
| Estados Unidos | Billboard 200 | 138      |